# Patrinia monandra
Patrinia monandra är en kaprifolväxtart som beskrevs av Charles Baron Clarke. Patrinia monandra ingår i släktet Patrinia och familjen kaprifolväxter. Inga underarter finns listade i Catalogue of Life.